# Loïc Larrieu
Pour les articles homonymes, voir Larrieu.
 (février 2021).

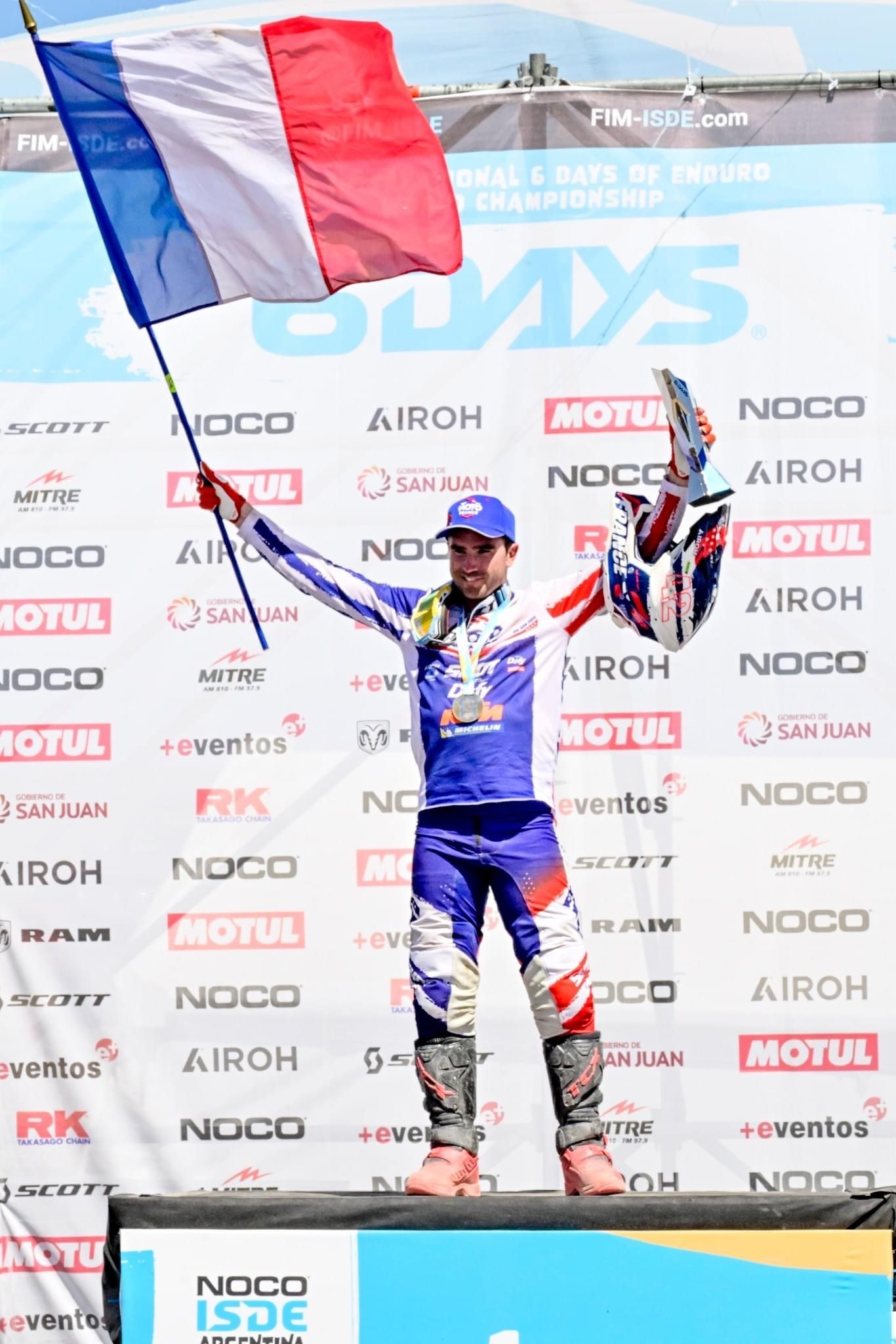
Vainqueur Catégorie E3 Isde 2023 Argentine, Vice champion du Monde par équipe

Loïc Larrieu, né le 17 janvier 1991 à Sète (Hérault) est un pilote professionnel français d'enduro et de moto-cross, champion du Monde en 2019. Depuis 2023 Il est pilote pour le Dafy enduro team et roule sur une KTM (500cc) en catégorie E3

## Biographie
Il fait ses débuts au Moto Club de Saint-Thibery, sur le terrain de motocross. Il est entraîné par Sébastien Bonnal, devient pilote professionnel de moto-cross et s'engage en championnat de France et du Monde. Il est champion de France de moto-cross en 2005 et 2006.
En 2013, il bascule vers l'enduro et devient pilote professionnel. Il est à ce jour l'un des représentants français de la discipline avec 7 titres de champion de France, 1 titre de champion du Monde individuel, 3 titres de champion du Monde par équipe aux ISDE et 1 victoire au classement Scratch.
En 2019, il est sacré Champion du monde d'enduro (en) (catégorie E2).

## Palmarès[3]

### Enduro
- 2013 : champion de France Junior / 3e du Championnat du Monde Junior/ Champion du Monde Junior par Équipe ISDE

- 2014 : 3e du Championnat de France (Elite 1)/ 3 Championnat du Monde Junior/ 2 Championnat du Monde Junior Par Équipe ISDE
- 2015 : champion de France (Elite 2) / 5e du championnat du Monde (Elite 2)/ Champion du Monde par équipe aux ISDE.
- 2016 : champion de France (Elite 2[4]), 2e au trèfle Lozérien, 3e du championnat du Monde (Elite2).
- 2017 : champion de France (Elite 2), Champion du Monde par équipe aux ISDE Et Victoire au Scratch en individuel[5] / Vice-Champion du Monde (Elite 2)
- 2018 : champion de France (élite 2), vice-champion du Monde (élite 2) / Vainqueur du Trèfle Lozérien[6] AMV[7].
- 2019 : champion de France (élite 2), Champion du Monde[8],[9] (élite 2)
- 2020 : champion de France (élite 2), vice-champion du Monde [10](élite 2)
- 2022:  champion de France (élite 2)
- 2023 : vice champion de France (élite 3), Champion du monde ISDE Catégorie E3/ Vice champion du monde ISDE par équipe, 4 éme Val de Lorraine, 2 éme Grappe de Cyrano, 3éme Rand Auvergne, 4 éme Trèfle Lozérien, 3 émé Aveyronnaise Classic.

### Motocross
- 2001 : Vice-Champion de France
- 2002 : Vice-Champion de France
- 2005 : Champion de France
- 2006 : Champion de France
- 2007 : Vice-Champion de France
- 2008 : Vice-champion d'Europe MX2
- 2009 : 12e du Championnat du Monde MX2
- 2011 : 3e du Championnat de France MX1
- 2012 : 3e du championnat de France MX2